# Linta
Die Linta oder Ilinta gehört zu den größten Flüssen im Süden Madagaskars.

## Verlauf
Sie durchfließt auf ihren 173 km Länge die zwei Gemeinden Ejeda und Androka. Ihr Einzugsgebiet umfasst etwa 5500 km². Der wichtigste Nebenfluss der Linta heißt Manakaralahy, der wenige Kilometer unterhalb von Ejeda in die Linta einmündet. Kurz unterhalb von Androka mündet die Linta in die Straße von Mosambik bzw. den Indischen Ozean.

## Hydrometrie
Die Linta entwässert eine zur Gänze sehr trockene Region bei Jahresniederschlägen von weniger als 650 mm. Sie führt im Durchschnitt an der Station Ejeda 4,95 m³ pro Sekunde an Wasser ab, wobei das Minimum bei 0,07 m³ pro Sekunde im September und das Maximum bei 17,2 m³ im Januar liegen. An der Linta kommt es zu seltenen Hochwasserereignissen, die nur kurz andauern, wo der Abfluss jedoch auf bis zu 10.000 m³ pro Sekunde ansteigen kann. Ihr Flussbett ist aus diesem Grund bis zu 600 Meter breit.
Hier dargestellt die Durchflussmenge der Linta an der hydrologischen Station Ejeda bei etwa einem Viertel des Einzugsgebietes, über die Jahre 1951 bis 1962 gemittelt, gemessen (in m³/s).